# Hautefort
Hautefort é uma comuna francesa na região administrativa da Nova Aquitânia, no departamento Dordonha. Estende-se por uma área de 25,56 km². Em 2010 a comuna tinha 914 habitantes (densidade: 35,8 hab./km²).